# 미나미오다카역
미나미오다카역(일본어: 南大高駅 미나미오오다카에키[*])은 일본 아이치현 나고야시 미도리구에 있는 도카이 여객철도의 도카이도 본선의 역이다.

## 개요
나고야 시 남동부에 있는 미도리 구에 있으며, 구 내의 남부에 위치하는 역이다. 도쿄역과 고베역을 연결하는 도카이도 본선의 중간역이며, JR의 역으로서는 가장 남쪽에 위치한다. 정차 열차는 개업 시부터 보통열차만으로, 주로 오카자키역 방면으로 나고야역 · 기후역 방면을 연결하는 열차가 정차하고 있다.
역 주변은 1995년부터 토지 정리가 실시되고 있던 지역으로, 대형 쇼핑센터나 큰 병원도 진출, 현재에 이르기까지 맨션 등의 신축 러시가 계속되고 있다. 미나미오다카 역은 쇼핑 센터의 개업 1년후 2009년, 같은 시설과 인접하는 장소에 개설되었다.
JR의 승차권 제도의 하나 '특정 도구 시내 제도'로는, 이 제도에 걸친 '나고야 시내'의 역으로서 설정되어 있다. 나고야 시내 범위의 남단은, 이 역의 개업 전은 같은 북쪽의 오다카역이었지만, 이 역 개업에 수반해 새로 이 역이 남단으로 되었다.

## 역 구조 및 승강장

### 승강장 · 배선
승강장이 지면에 접하는 지상역이다.
승강장은 합계 2면 3선. 형식은, 서측(하행선 쪽)의 것이 승강장의 양쪽으로 선로가 접하는 섬식 승강장, 동쪽(상행선 쪽)의 것이 한쪽 편(여기에서는 서쪽(섬식 승강장 쪽))만으로 선로가 접하는 단선 승강장이다. 승강장은 서쪽부터 차례로 1번선 · 2번선 · 3번선으로 되어, 2번선을 하행열차, 3번선을 상행열차가 사용하지만, 평일 아침 하행 열차의 일부는 대피선인 1번선을 사용한다. 승강장은 모두 9량분 정도의 길이가 있다.
| 1 · 2 | ■ 도카이도 본선 | 하행 | 나고야 · 오가키 방면     |
| 3     | ■ 도카이도 본선 | 상행 | 오카자키 · 도요하시 방면 |

## 역사 · 설비
역사는 승강장 상공에 설치되었던 선상 역사로, 역의 서쪽과 동쪽을 연결하는 자유통로를 병설한다. 역사 · 승강장 간을 연결하는 계단이 한·두개 있는 것과, 역사 · 승강장 간으로 자유통로에 2개 정도, 합계 4기의 엘리베이터가 설치되어 있다. 역사와 자유통로를 아울러서 면적은 약 1,530m²이다.
도카이 교통 사업의 직원이 업무를 담당하는 업무위탁역으로, 오부역이 이 역을 관리하고 있다. 발권 창구, TOICA 대응 승차권 자동 발매기, TOICA 현금기(개찰 내)가 설치되어 있다. 거의 종일 영업을 행하고 있지만 일부의 시간대는 창구가 폐쇄되었다.

## 역 주변
역 주변은 토지 구획 정리사업(오다카미나미 특정 토지 구획 정리사업)이 1995년 6월부터 2012년 3월에 걸쳐서 실시되고 있던 지역이다. 역의 서쪽에는 쇼핑센터인 '이온 몰 오다카'가 인접해, 주위에는 2011년까지를 목표로 했던 택지개발이 실시되고 있다.
역 주변의 시설에는, 이하의 것 등이 있다.
- 오다카 녹지
- 국도 제23호선 교와 IC
- 이세 완간 자동차도 나고야미나미 IC
- 이온 몰 오다카
- 종합병원 미나미 세이쿄 병원

## 이용 현황
2009년도의 승차 인원은 합계 1,153,793명이며, 1일 정도의 승차 인원은 3,161명이다.

## 역사
- 2007년 4월 : 도카이도 본선 교와 - 오다카 간의 신 역으로서 착공.
- 2008년 12월 15일 : 정식 역명은 '미나미오다카 역'으로 결정했다고, 도카이 여객철도가 발표.
- 2009년 3월 14일 : 개업(시발 열차부터 영업개시).

## 인접 역
| 도카이 여객철도 도카이도 본선 | 도카이 여객철도 도카이도 본선 | 도카이 여객철도 도카이도 본선 |
| ----------------------------- | ----------------------------- | ----------------------------- |
| 교와 하마마쓰·시즈오카 방면   | ■ 도카이도 본선               | 오다카 도요하시·나고야 방면   |